# Ogawa (Saitama)
Ogawa (皆野町 Ogawa-machi?) es un pueblo en la prefectura de Saitama, Japón, localizado en el centro-este de la isla de Honshū, en la región de Kantō. El 1 de marzo de 2021 tenía una población estimada de 28 386 habitantes y una densidad de población de 470 personas por km².

## Geografía
Ogawa está localizado en la parte central de la prefectura de Saitama, en la parte alta del río Arakawa. Limita con lo pueblos de Ranzan, Tokigawa y Yorii, así como con la villa de Higashichichibu.

## Demografía
Según los datos del censo japonés, la población de Ogawa ha disminuido lentamente en los últimos 20 años.
| Gráfica de evolución demográfica de Ogawa entre 1940 y 2015 |
|                                                             |
| Oficina de Estadística de Japón                             |